# Irving Saladino
Irving Saladino (født 23. januar 1983 i Colón, Panama) er en panamansk atletikudøver (længdespringer), hvis hidtil største triumfer er blevet opnået ved VM 2007 i Osaka og OL i Beijing 2008, hvor han begge gange vandt guld i længdespring med spring på henholdsvis 8.57 og 8.34 meter.